# Snaer
Snaer Stari (stnord. Snærr = "snijeg") je u nordijskoj mitologiji div, bog i personifikacija snijega.

## Obitelj
Snaer je sin Frostija, unuk Karija, otac Torija, Fon, Drife i Mjol. Preko Torija je Snaer djed Nora, Gora i Goi, a preko Drife je djed Visbura.